# Clubiona ruffoi
Clubiona ruffoi là một loài nhện trong họ Clubionidae.
Loài này thuộc chi Clubiona. Clubiona ruffoi được Lodovico di Caporiacco miêu tả năm 1940.